# Zelandiscus worthyi
Zelandiscus worthyi ist eine ausgestorbene Landlungenschneckenart, die auf der Südinsel von Neuseeland vorkam. Sie ist nur vom Holotypus, einem subfossilen Gehäuse, bekannt, den der neuseeländische Paläozoologe Trevor H. Worthy im Februar 1984 in den Bodenablagerungen der Aurora Cave nahe dem Lake Te Anau zu Tage gefördert hatte. Zusammen mit der 1977 entdeckten Art Zelandiscus elevata bildet sie die Gattung Zelandiscus.

## Merkmale
Das einfarbig graue Gehäuse hat einen Durchmesser von 2,46 cm und eine Höhe von 1,73 cm. Die Oberfläche ist flach abgetragen. Es gibt 4,75 Windungen. Das Protoconch (Embryonalgewinde) besteht aus 1,75 Windungen. Auf dem Körpergewinde befinden sich 68 Rippen. Auf der ersten Teleoconch-Windung befinden sich 37 Rippen. Der Gehäuserand ist flach gewölbt. Die Oberschalennaht ist tief und nicht gefurcht. Die primären axialen Rippen sind in und über der Naht absteigend. Sie schließen nicht an der Suturalkante ab. Es gibt keine Mündungsbarrieren. Die Spindelwand und die Basis der Gaumenwand sind stark verdickt. Dieser verdickte Bereich, der sich durchgehend zurück bis zur Spindel ausdehnt, besteht aus einer tiefen nabelförmigen Naht. Der Umbilikus (Nabel) ist weit und offen.